# Egzarchat Meksyku
Egzarchat Meksyku – jedna z 11 terytorialnych jednostek administracyjnych (jedyny egzarchat) Kościoła Prawosławnego w Ameryce, obejmująca parafie Kościoła na terytorium Meksyku. Jej obecnym zwierzchnikiem jest arcybiskup Meksyku Aleksy (Pacheco y Vera). Funkcję katedry pełni sobór Wniebowstąpienia Pańskiego w mieście Meksyk.
Egzarchat dzieli się na pięć dekanatów:
- Dekanat miasta Meksyk
- Dekanat Meksyku
- Dekanat Jalisco
- Dekanat Veracruz
- Dekanat Chiapas[2].

Łącznie na ich terenie działa 8 placówek misyjnych. W 2009 wszyscy duchowni egzarchatu, w tym jego zwierzchnik, byli przedstawicielami rdzennej ludności środkowoamerykańskiej.